# Baisser pavillon

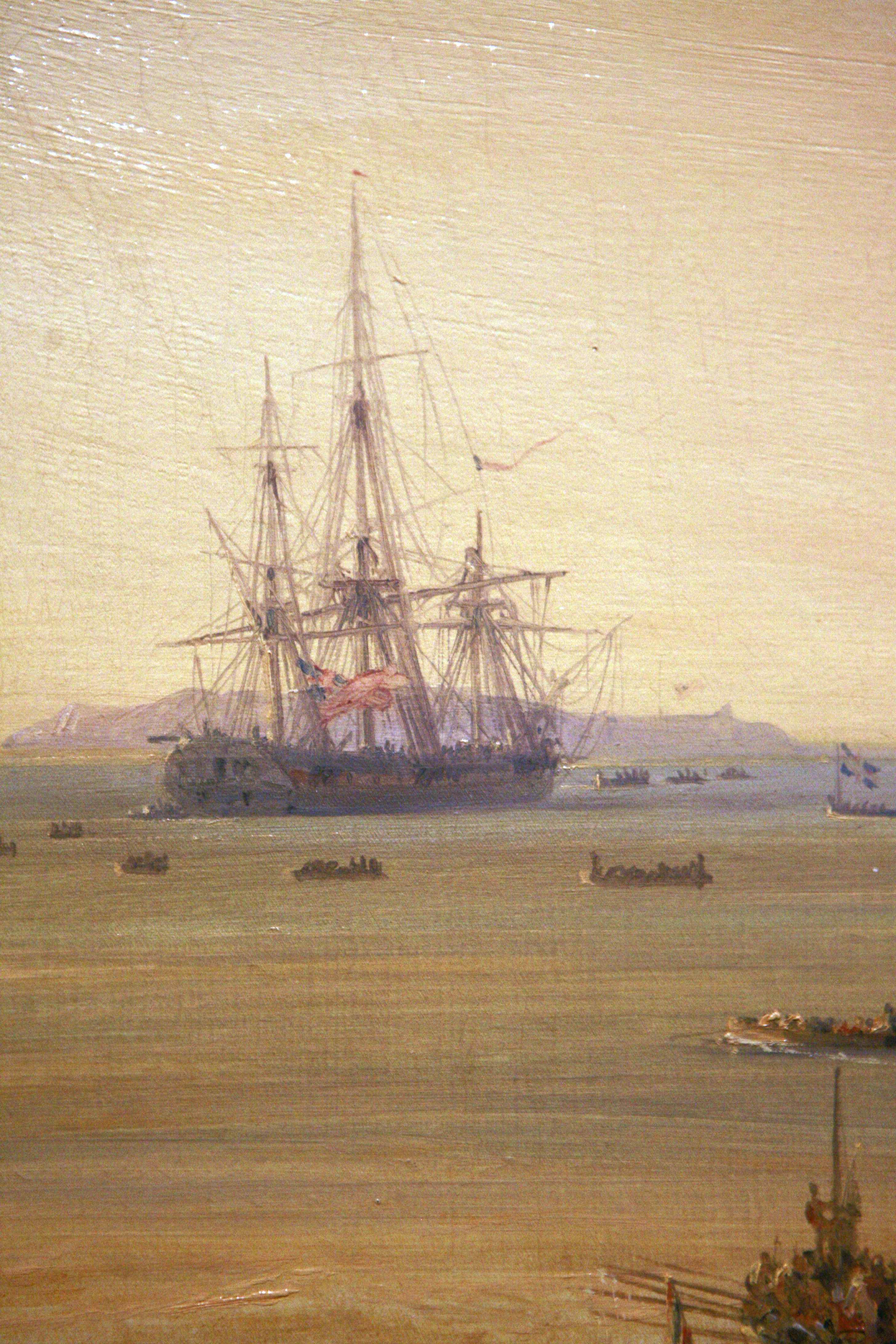
Le baissant pavillon à la bataille de Grand Port (historiquement, c'est arrivé le lendemain).

Baisser pavillon, mettre pavillon bas, striking the colors en anglais (littéralement : « frapper les couleurs »), ou amener pavillon dans la Marine française, signifie abaisser le pavillon de son mât en allégeance d'un navire ou d'une garnison. En période de conflit c'est une indication de reddition universellement reconnue, en particulier pour les navires de guerre en mer,,,. Pour un navire, la reddition est datée du moment où le pavillon est abaissé.
L'expression « baisser pavillon » remonte au XVIIe siècle ou au XVIe siècle, où il était de coutume d'obtenir le drapeau du navire comme un aveu de défaite. Au sens figuré, dans le langage commun, cela signifie s'avouer vaincu ou abandonner,,.

## En droit international

### Obligations et droit
Le droit international oblige absolument un navire de guerre à arborer son enseigne au début de tout acte hostile, c'est-à-dire avant de tirer sur l'ennemi.
Pendant une bataille, abaisser le pavillon indique la reddition. Continuer à se battre après avoir baissé le pavillon, tout comme inversement, tirer sur un ennemi après qu'il a abaissé son pavillon constitue une infraction, à moins qu'il n'indique par une autre action, comme continuer à tirer ou chercher à s'échapper, qu'il ne s'est pas vraiment rendu. Pour cette raison, le fait de baisser le pavillon est une preuve concluante d'une capitulation ayant eu lieu dans le cas d'un navire de guerre, mais pas dans le cas d'un navire marchand.

### Marine marchande
Un navire marchand peut revêtir des couleurs de ruse de guerre pour tenter d'échapper à la capture, car il n'engage pas l'ennemi au combat.
La réglementation internationale indique que les navires marchands de toutes nationalités doivent saluer tout navire de guerre qu'ils croisent, en rentrant trois fois son pavillon. Le navire de guerre répond en abaissant son pavillon jusqu'au tiers du mât avant de le remonter.

### Pavillon Blanc
À la différence de baisser le pavillon, hisser un pavillon ou drapeau blanc n'est pas en soi une indication de reddition. Plutôt, hisser un pavillon blanc indique une demande de trêve afin de communiquer avec l'ennemi. En vertu des Conventions de Genève, les personnes portant ou brandissant un pavillon blanc ne doivent jamais être ciblées et ne sont pas autorisées à ouvrir le feu.